# Eparchia przemysko-samborska
Eparchia przemysko-samborska – eparchia prawosławna, istniejąca w latach 1219–1692, z siedzibami w Przemyślu i Samborze. 
W czasie uchwalania unii brzeskiej biskup przemyski Michał Kopysteński unii nie przyjął. Od tego czasu wyznaczani byli równolegle do prawosławnych również greckokatoliccy biskupi przemyscy, ale do 1692 miało to znaczenie tylko tytularne. Kilkakrotnie podejmowano próby pogodzenia wyznawców prawosławia i unitów, m.in. na synodach we Lwowie (1629) i Lublinie (1680), jednak bez efektów. Dopiero biskup Innocenty Winnicki zdecydował się przyłączyć do unii, tworząc greckokatolicką eparchię przemyską.